# Philipp Hosiner
Philipp Hosiner (Eisenstadt, Austria, 15 de mayo de 1989) es un futbolista austriaco. Juega de delantero y su club es el Kickers Offenbach de la Regionalliga Südwest de Alemania.

## Selección nacional
Hosiner hizo su debut con la selección absoluta de Austria ingresando en los últimos minutos de un partido clasificatorio para la Euro 2012 ante Azerbaiyán. Fue titular por primera vez el 22 de marzo de 2013 en la victoria 6-0 sobre las Islas Feroe por la clasificación para la Copa Mundial de Fútbol de 2014. En ese partido Hosiner también anotó sus dos primeros goles con la selección austriaca.

## Clubes
| Club                        | País     | Año       |
| --------------------------- | -------- | --------- |
| TSV 1860 Múnich II          | Alemania | 2008-2009 |
| SV Sandhausen               | Alemania | 2009-2010 |
| First Vienna F. C.          | Austria  | 2010-2011 |
| F. C. Admira Wacker Mödling | Austria  | 2011-2012 |
| F. K. Austria Viena         | Austria  | 2012-2014 |
| Stade Rennais F. C.         | Francia  | 2014-2016 |
| 1. F. C. Colonia (cedido)   | Alemania | 2015-2016 |
| Unión Berlín                | Alemania | 2016-2018 |
| S. K. Sturm Graz            | Austria  | 2018-2019 |
| Chemnitzer                  | Alemania | 2019-2020 |
| Dinamo Dresde               | Alemania | 2020-2022 |
| Kickers Offenbach           | Alemania | 2022-     |

## Palmarés

### Campeonatos nacionales
| Título               | Club          | País    | Año     |
| -------------------- | ------------- | ------- | ------- |
| Bundesliga austriaca | Austria Viena | Austria | 2012-13 |